# Crimă în culise
Crimă în culise (1964) (în engleză Murder Most Foul) este un film thriller de comedie polițistă care a fost regizat de George Pollock după un scenariu de David Pursall bazat pe Doamna McGinty a murit de Agatha Christie. În rolurile principale au interpretat actorii Margaret Rutherford ca Miss Jane Marple, Charles Tingwell ca Inspector Craddock și Stringer Davis (soțul real al actriței Rutherford) ca Mr Stringer. Hercule Poirot, care apare în roman, este înlocuit cu Miss Marple la fel ca majoritatea personajelor din film.
A avut premiera în septembrie 1964, fiind distribuit de Metro-Goldwyn-Mayer. Coloana sonoră a fost compusă de Ron Goodwin. 
Este al treilea film MGM cu Rutherford ca Miss Marple.

## Rezumat
Margaret McGinty, o barmaniță și fostă actriță, este găsită spânzurată, iar chiriașul acesteia, Harold Taylor, este prins la fața locului și pare clar vinovat. Toată lumea crede că este un caz simplu care va fi repede închis, cu excepția domnișoarei Marple. Miss Marple este singura persoană din juriu care nu este de acord cu stabilirea verdictului unanim de vinovat, ceea ce duce la un nou proces.
Între timp, în ciuda dezaprobării inspectorului Craddock (Charles Tingwell), Miss Marple decide să studieze detaliat cazul. Ea se dă drept o persoană care cere donații pentru biserică pentru a intra și a cerceta în casa doamnei McGinty. Ea găsește un ziar cu cuvinte tăiate și mai multe afișe cu o piesă de teatru misterioasă de crimă, Murder She Said, jucată recent în oraș. Aceste indicii o fac să suspecteze că doamna McGinty a șantajat un membru al companiei producătoare a piesei, Cosgood Players.
Miss Marple dă  audiții pentru această trupă condusă de actorul/managerul Driffold Cosgood (Ron Moody). Cosgood nu este impresionat de capacitatea ei de a interpreta, dar, deoarece ea menționează că are mijloace independente de trai, el speră ca ea să devină un finanțator al trupei și îi permite să se alăture companiei fără a fi plătită. Miss Marple știe că este pe drumul cel bun în rezolvarea cazului atunci când unul dintre actori, George Rowton (Maurice Good), este otrăvit mai târziu. Ea își asigură cazarea în pensiunea în care se află trupa de teatru pentru a continua ancheta. Cineva a lăsat o copie a piesei lui Cosgood, Remember September, în dormitorul ei pentru ca Miss Marple să o citească. Cu ajutorul domnului Stringer, Miss Marple investighează istoria producției acelei piese și, de asemenea, legătura anterioară a doamnei McGinty cu compania. O încercare nereușită de a o reduce la tăcere pe Miss Marple duce la pierderea vieții unei alte actrițe. Are loc o altă încercare în timpul unui spectacol de teatru, dar Miss Marple reușește să scape și să-l denunțe pe ucigaș. Cosgood face apoi apel la ea să finanțeze Remember September, dar ea refuză: „Domnule Cosgood, orice altceva aș fi eu, cu siguranță nu sunt un înger”.

### Diferențe față de roman
La fel ca în majoritatea interpretărilor ei despre Miss Marple, interpretarea actriței Margaret Rutherford a fost destul de diferită față de cea a personajului Agathei Christie. În plus, suspansul și atmosfera întunecată specifică Agathei Christie au fost înlocuite în mare parte cu scene ușoare, chiar capricioase, tipice unei comedii de maniere.

## Distribuție
Au interpretat actorii:
- Margaret Rutherford - Miss Jane Marple
- Ron Moody - H. Driffold Cosgood
- Bud Tingwell - Inspector Craddock
- Andrew Cruickshank (ca - "Andrew Cruikshank") - Justice Crosby
- Megs Jenkins - Gladys Thomas, Mrs McGinty's sister
- Dennis Price - Harris Tumbrill
- Ralph Michael - Ralph Summers
- James Bolam - Bill Hanson, un actor
- Stringer Davis - Jim Stringer
- Francesca Annis - Sheila Upward
- Alison Seebohm - Eva McGonigall
- Terry Scott - Police Constable Wells
- Pauline Jameson - Maureen Summers, soția lui Ralph
- Maurice Good - George Rowton
- Annette Kerr - Dorothy
- Windsor Davies - Sergeant Brick
- Neil Stacy (ca "Neil Stacey") - Arthur
- Stella Tanner - Flory, the landlady